# Sepia elegans
Sepia elegans е вид главоного от семейство Sepiidae.

## Разпространение и местообитание
Този вид е разпространен в Албания, Алжир, Ангола, Бенин, Босна и Херцеговина, Великобритания (Северна Ирландия), Габон, Гамбия, Гана, Гвинея, Гвинея-Бисау, Гърция (Егейски острови и Крит), Демократична република Конго, Египет (Синайски полуостров), Екваториална Гвинея, Западна Сахара, Израел, Ирландия, Испания (Балеарски острови, Канарски острови и Северно Африкански територии на Испания), Италия (Сардиния и Сицилия), Камерун, Кипър, Кот д'Ивоар, Либерия, Либия, Ливан, Мавритания, Мароко, Нигерия, Португалия, Сенегал, Сиера Леоне, Сирия, Словения, Того, Тунис, Турция, Франция (Корсика), Хърватия и Черна гора.
Обитава крайбрежията и пясъчните дъна на морета. Среща се на дълбочина от 50 до 402 m, при температура на водата от 8,5 до 17,1 °C и соленост 35 – 38,7 ‰.